# 하시즈촌
하시즈촌(橋津村)은 돗토리현에 있던 촌이다. 현재의 도하쿠군 유리하마정의 일부에 해당한다.

## 역사
- 1889년 10월 1일 - 정촌제 시행에 의해 가와무라군 하시즈촌이 성립하였다.
- 1896년 4월 1일 - 군의 통합에 의해 도하쿠군이 되었다.
- 1953년 4월 1일 - 아소즈촌, 나가세촌, 우노촌과 합병, 정으로 승격해 하와이정이 신설되어 폐지되었다.

## 참고문헌
- 角川日本地名大辞典 31 鳥取県
- 『市町村名変遷辞典』東京堂出版、1990年。
- 山口修監修『全国郵便局沿革録 明治篇』日本郵趣出版、1980年。